# بريسكيو إزلي (ويسكونسن)
بريسكيو إزلي (بالإنجليزية: Presque Isle, Wisconsin)‏ هي بلدة تقع بولاية ويسكونسن في الولايات المتحدة. تبلغ مساحتها 192.8 (كم²)، وترتفع عن سطح البحر 512 م، بلغ عدد سكانها 616 نسمة في عام 2010 حسب إحصاء مكتب تعداد الولايات المتحدة وتصل الكثافة السكانية فيها 3.2 نسمة/كم2.

## وصلات خارجية
- http://www.piwi.us
- The US50 - Cities and Towns in Wisconsin State
- Wisconsin Cities and Towns, Facts, Map, Flag, Colleges, Government, and More